# Itacuruba
Itacuruba är en kommun i Brasilien.   Den ligger i delstaten Pernambuco, i den östra delen av landet, 1 300 km nordost om huvudstaden Brasília. Antalet invånare är 4 369. Arean är 430 kvadratkilometer.
Terrängen i Itacuruba är platt.
Omgivningarna runt Itacuruba är i huvudsak ett öppet busklandskap. Runt Itacuruba är det glesbefolkat, med 12 invånare per kvadratkilometer.